# Episoden på Marco-Polo-Broen
Episoden på Marco-Polo-Broen, 7. juli 1937 markerede begyndelsen på den 2. kinesisk-japanske krig. Japanske og kinesiske soldater var på denne dag involveret i en ildkamp 15 km sydvest for Beijing ved Marco-Polo-broen (også kaldet Lugou Qiao) over Yongdingfloden.

## Historie
Episoden blev udløst af at den japanske Guandong-armé, som var ansvarlig for mange episoder med den kinesiske hær, savnede en af sine soldater. Den forlangte adgang til den kinesiske garnisonsby Wanping og truede med ellers selv at skaffe sig adgang. Dette blev afvist af Kuomintang forvaltningen i byen.
Begge sider beskyldte hinanden for at have affyret det første skud. Den japanske hær tilkæmpede sig adgang med militære midler. Efter et japansk ultimatum blev byen beskudt med artilleri fra midnat den 8. juli, og kampvogne rykkede over broen. Med tilkaldte forstærkninger kunne kineserne generobre den. Herefter tilbød japanerne side at forhandle.
Efter to dage dukkede den forsvundne soldat op igen, og japanerne meddelte det til kineserne. Kineserne antog, at sagen var afsluttet. Japanerne forpligtede sig til ikke at erobre Beijing og Tianjin, hvis
- Kuomintang opløste alle anti-japanske bevægelser og organisationer
- Kuomintang påtog sig det fulde ansvar for hændelsen.
- Song Zheyuan, kommandør for den 29. arme, som forsvarede området, undskyldte personligt.

Den kinesiske forhandler, Zhang Zizong, der var general for 38. division, accepterede to første punkter, men ville ikke træffe nogen afgørelse på Songs vegne og forlod mødet. Derefter indledte japanerne et angreb på Beijing (se Slaget om Beijing-Tianjin). Den 29. juli kapitulerede Beijing og dagen efter Tianjin.

## Konsekvenser
Japanerne fortsatte deres fremrykning fra nord og syd i Kina, og den nationalistiske regering under Chiang Kai-shek erklærede japanerne krig den 7. august.
Ifølge historikere, var det kun et spørgsmål om tid, før der indtraf en sådan hændelse i området med både kinesiske og japanske tropper.
På stedet er der bygget et museum.